# Bruce Sandford
Pour les articles homonymes, voir Sandford.
Bruce Sandford, né le 18 juin 1962 à Hamilton (Nouvelle-Zélande), est un skeletoneur néo-zélandais.

## Biographie
Bruce Sandford commence sa carrière en 1989 et remporte la médaille d'or aux Championnats du monde de skeleton en 1992 à Calgary. Il prend sa retraite en 2005.

## Palmarès

### Championnats monde
- : médaillé d'or aux championnats monde de 1992.